# Сен-Тривье-де-Курт
Сен-Тривье́-де-Курт (фр. Saint-Trivier-de-Courtes) — коммуна во Франции, находится в регионе Рона — Альпы. Департамент — Эн. Административный центр кантона Сен-Тривье-де-Курт. Округ коммуны — Бурк-ан-Брес.
Код INSEE коммуны — 01388.

## География
Коммуна расположена приблизительно в 340 км к юго-востоку от Парижа, в 80 км севернее Лиона, в 31 км к северу от Бурк-ан-Бреса.

## Климат
Климат полуконтинентальный с холодной зимой и тёплым летом. Дожди бывают нечасто, в основном летом.

## Население
| Год  | Численность | Численность |
| ---- | ----------- | ----------- |
| 1968 | 1066        | [ 9 ]       |
| 1975 | 1076        | [ 9 ]       |
| 1982 | 1104        | [ 9 ]       |
| 1990 | 1064        | [ 9 ]       |
| 1999 | 935         | [ 9 ]       |
| 2006 | 966         | [ 9 ]       |
| 2011 | 1047        | [ 9 ]       |
| 2013 | 1091        |             |
| 2015 | 1097        | [ 10 ]      |
| 2016 | 1103        | [ 11 ]      |
| 2017 | 1093        | [ 12 ]      |
| 2018 | 1103        | [ 13 ]      |
| 2019 | 1102        | [ 14 ]      |
| 2020 | 1116        | [ 15 ]      |
| 2021 | 1119        | [ 16 ]      |
| 2022 | 1122        | [ 5 ]       |

## Администрация
| Период | Период | Фамилия          | Партия                    | Примечания |
| ------ | ------ | ---------------- | ------------------------- | ---------- |
| 1995   | 2001   | Франсуа Питтне   |                           |            |
| 2001   | 2010   | Жан-Поль Шевалье | Социалистическая партия   |            |
| 2010   | 2020   | Мишель Брюне     | Союз за народное движение |            |

## Экономика
В 2010 году среди 547 человек трудоспособного возраста (15—64 лет) 397 были экономически активными, 150 — неактивными (показатель активности — 72,6 %, в 1999 году было 71,2 %). Из 397 активных жителей работали 355 человек (201 мужчина и 154 женщины), безработных было 42 (13 мужчин и 29 женщин). Среди 150 неактивных 29 человек были учениками или студентами, 70 — пенсионерами, 51 были неактивными по другим причинам.

## Достопримечательности
- Церковь XIV века. Исторический памятник с 1982 года.[18]
- Ферма Гранваль (XVII век). Исторический памятник с 1981 года.[19]
- Ферма Сервет. Исторический памятник с 1944 года.[20]
- Ферма Трембле (XVIII век). Исторический памятник с 2003 года.[21]
- Ферма Молардури (XVII век). Исторический памятник с 1925 года.[22]

## Фотогалерея

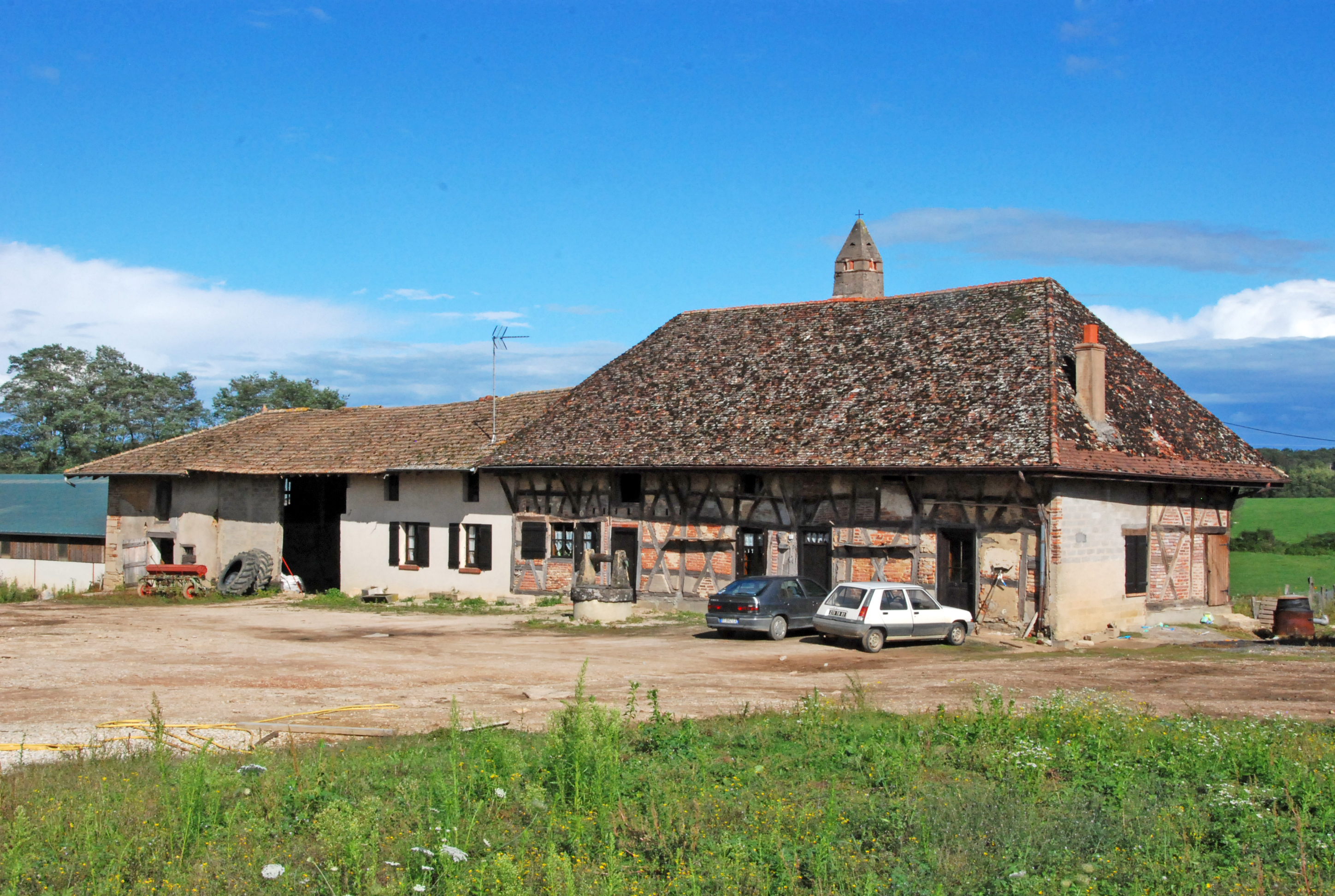
Ферма Сервет
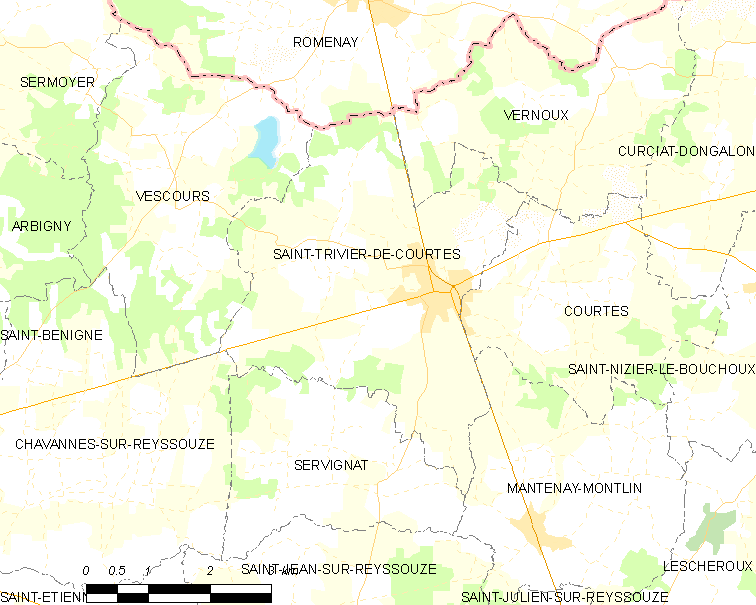
Карта коммуны